# Mitja Dragšič
Mitja Dragšič (Maribor, 21. srpnja 1979.) umirovljeni je slovenski alpski skijaš.
Dragšić je dva puta sudjelovao na olimpijskim igrama i to 2002. i 2010. godine.
Njegovi najveći uspjesi su dva četvrta mjesta u Svjetskom skijaškom kupu, oba u slalomu.

## Vanjske poveznice
- Statistike na stranicama FIS-a  Arhivirana inačica izvorne stranice od 23. prosinca 2011. (Wayback Machine)